# Kiuksvuori
Kiuksvuori är en kulle i Finland. Den ligger i Masko i landskapet Egentliga Finland, i den sydvästra delen av landet, 160 km väster om huvudstaden Helsingfors. Toppen på Kiuksvuori är 28 meter över havet.
Terrängen runt Kiuksvuori är platt. Runt Kiuksvuori är det ganska tätbefolkat, med 60 invånare per kvadratkilometer. Närmaste större samhälle är Åbo, 17,1 km söder om Kiuksvuori. I omgivningarna runt Kiuksvuori växer i huvudsak barrskog.